# ベビーザらス

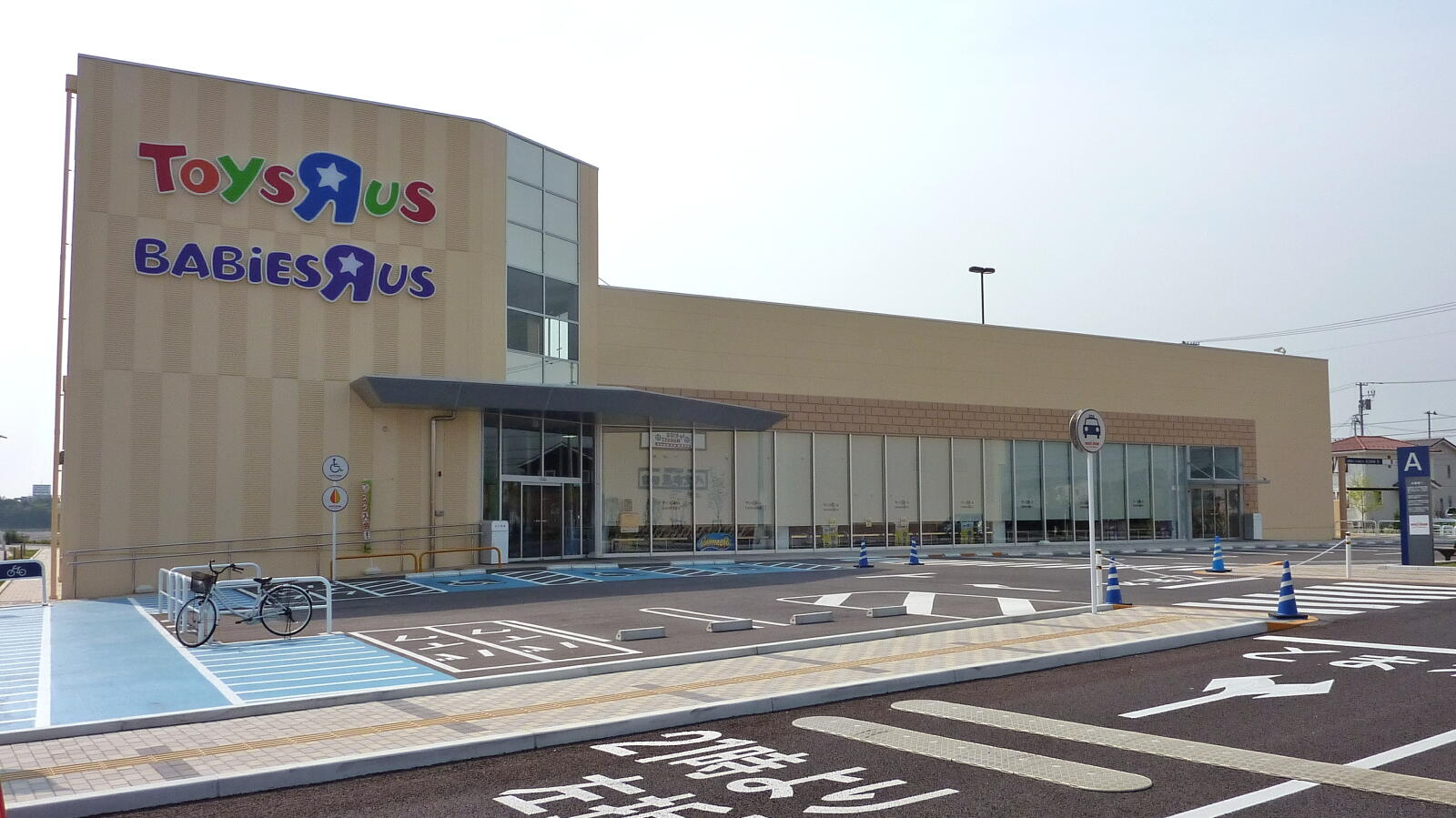
ベビーザらス名取りんくうタウン店（トイザらスと併設）

ベビーザらス（英語: Babies “R” Us）は、トイザらス社（Toys “R” Us, Inc.）が運営する育児用品店。トイザらス同様に低価格路線を標榜している。
1996年、ニューヨーク州ウェストベリーに1号店がオープン。その後、アメリカ合衆国国内に200以上の店舗を展開。オンラインストアをAmazon.com内に設けている。
特徴的なサービスに「ベビーレジストリー」（BABY REGISTRY）がある。これは、出産を控えた母親が、あらかじめ同店に欲しい物のリストを登録しておき、親戚や友人に知らせることで、出産祝いに同じ物が重なるのを避けることができるというものである。

## 日本のベビーザらス
日本のベビーザらスは、トイザらス店舗と同様に日本トイザらス株式会社が運営している。国内の競合チェーンと比べると、1店舗あたりの売場面積が広く、通路などがゆったりと取られている。
1997年9月、トイザらス新宮店（福岡県糟屋郡新宮町、2004年2月閉店）内に初めて「ベビーザらスコーナー」が作られ、独立店舗としては2002年12月3日にオープンした新浦安店（千葉県浦安市、後にトイザらスも併設され、2021年5月閉店）が国内1号店となる。2017年7月末現在、109店舗を展開している。2004年にカナダで、2006年にアメリカで、それぞれ導入された「サイド バイ サイド ストア」と呼ばれるトイザらスとベビーザらスの併設型店舗を2007年4月に初めて日本でも導入し（岡崎店）、その売上実績から2007年11月には「サイド バイ サイド ストア」形式で3店舗リニューアルオープンされることが決まっている。2017年現在は併設型店舗（両店舗が同一建物にある場合もあり）が多数を占めている。
日本ではベビーレジストリーサービスは2002年4月9日に導入された。

## 登場作品
- 街ingメーカー2